# 김천 상무 2021 시즌
김천 상무 2021 시즌은 김천 상무가 K리그 2에 참가한 2021년 시즌이다. 정승현이 주장을 맡았다.

## 선수단
- GK : 구성윤, 강정묵, 김정훈, 황인재
- DF : 정승현, 하창래, 김주성, 박지수, 문지환, 정동윤, 송주훈, 심상민, 우주성
- MF : 유인수, 정현철, 권혁규, 고승범, 최준혁, 김한길, 명준재, 김민석, 한찬희
- FW : 조규성, 서진수, 박상혁, 김경민, 지언학, 박동진, 허용준, 오현규, 정재희